# الرومدية
الرومدية هي جزيرة صغيرة تقع أقصى شمال أرخبيل قرقنة.